# Selliguea trisecta
Selliguea trisecta är en stensöteväxtart som först beskrevs av Bak., och fick sitt nu gällande namn av Fraser-jenk. Selliguea trisecta ingår i släktet Selliguea och familjen Polypodiaceae. Inga underarter finns listade.